# Pallacanestro Varese 1960-1961
Nel Campionato 1960-61 la Pallacanestro Varese conquista il primo dei suoi scudetti, vincendo 21 incontri su 22. L'unica sconfitta è contro la Idrolitina Bologna il 15 gennaio 1961. Varese interrompe così il duopolio Milano-Bologna, ininterrotto dal campionato 1948-49, primo a girone unico.
La squadra conclude il campionato con 1786 punti segnati e 1417 subiti. Miglior realizzatore Gabriele Vianello con 348 punti.

## Rosa 1960/61
- Mario Andreo
- Umberto Borghi
- Guido Carlo Gatti
- Giovanni Gavagnin
- Remo Maggetti
- Paolo Magistrini
- Vinicio Nesti
- Renato Padovan
- Gabriele Vianello
- Tonino Zorzi
  - Allenatore
- Enrico Garbosi

## Statistiche
| COMPETIZIONE        | GIOCATE | VINTE | PERSE | F    | S    | PIAZZAMENTO |  |
| CAMPIONATO          | 21      | 1     | 10    | 1786 | 1417 | VINCITRICE  |  |
| TORNEI E AMICHEVOLI | 32      | 29    | 3     | 2611 | 2130 | -           |  |

## Fonti
- "Pallacanestro Varese 50 anni con voi" di Augusto Ossola
- "La Pallacanestro Varese" di Renato Tadini